# Pioneer P-3
La Pioneer P-3 (també anomenada Atlas-Able 4 o Pioneer X) fou una sonda espacial del programa Pioneer, amb la missió de situar-se en òrbita lunar, realitzar anàlisis científiques i provar maniobres de control des de Terra. Es perdé contacte amb la sonda poc després del llançament, a causa de la pèrdua del carenat que protegia la sonda durant l'enlairament, el 26 de novembre de 1959.
Igual que l'anterior Pioneer P-1, la sonda era una esfera d'1 metre de diàmetre, amb un sistema de propulsió unit a la part inferior. La massa total era de 25,3 kg i amb les unitats de propulsió de 88,4 kg. A partir del cos de l'esfera s'estenien 4 panells solars de 60 x 60 cm, amb 2.200 cèl·lules fotovoltaiques. Estava equipada amb un sistema de televisió per prendre imatges de la superfície lunar, i altres sistemes per determinar la massa de la Lluna i la topografia dels pols i fer estudis sobre micrometeorits, radiació i camps magnètics.